# Acianthera glanduligera
Acianthera glanduligera é uma pequena espécie de orquídea (Orchidaceae) originária do Brasil, antigamente subordinada ao gênero Pleurothallis.

## Publicação e sinônimos
- Acianthera glanduligera (Lindl.) Luer, Monogr. Syst. Bot. Missouri Bot. Gard. 95: 253 (2004).

Sinônimos homotípicos:
- Pleurothallis glanduligera Lindl., Companion Bot. Mag. 2: 355 (1837).
- Humboltia glanduligera (Lindl.) Kuntze, Revis. Gen. Pl. 2: 667 (1891).

Sinônimos heterotípicos:
- Pleurothallis cryptoceras Rchb.f., Flora 69: 554 (1886).
- Pleurothallis cearensis Schltr., Repert. Spec. Nov. Regni Veg. 17: 271 (1921).
- Pleurothallis iguapensis Schltr., Anexos Mem. Inst. Butantan, Secç. Bot. 1(4): 48 (1922).
- Pleurothallis altoserrana Hoehne, Arch. Inst. Biol. Defesa Agric. 2: 20 (1929).
- Acianthera cearensis (Schltr.) Pridgeon & M.W.Chase, Lindleyana 16: 242 (2001).
- Anathallis iguapensis (Schltr.) Pridgeon & M.W.Chase, Lindleyana 16: 249 (2001).
- Acianthera cryptoceras (Rchb.f.) F.Barros, Hoehnea 30: 185 (2003).
- Acianthera iguapensis (Schltr.) F.Barros, Orchid Memories: 10 (2004).